# 水谷しえり
水谷 しえり（みずたに しえり、1980年11月30日 - ）は、日本のAV女優。

## 略歴・人物
福岡県出身。2013年1月にデビューした、幼さ気な顔立ちの熟女系AV女優である。
デビュー作とブログは「水谷シェリー」名義となっている。

## 出演作品

### アダルトDVD

#### 「水谷シェリー」名義
2013年
- デビューから真性生中出し! 東欧ハーフ本物セレブの箱入り娘が美熟女・村上涼子と初レズ快楽アクメ＆濃厚ハード交尾膣内5射精 セレブの友専属熟女優AVデビュー（1月13日、セレブの友）共演:村上涼子　※デビュー作
- 生中出し痴漢便所4時間 仕事終わりのアフタートイレ痴漢濃厚生中出し陵辱アクメ!（7月19日、エンペラー）他出演:美泉咲、新山かえで、大槻ひびき、北川エリカ、初芽里奈、平山こずえ、深田梨菜、深津佳乃、柳田やよい、羽月希、朝倉ことみ、江波りゅう

#### 「水谷しえり」名義
2013年
- 中出し近親相姦 息子の包茎むいちゃいました。（7月4日、センタービレッジ）
- 射精を見るのが大好きな変態痴女のテコキ（7月5日、SAJI）他出演:松すみれ、西野エリカ、黒木和菜、吉村杏菜
- ワケあり回春マッサージ 8 〜カラダで稼ぐ人妻達〜（8月16日、BAZOOKA）他出演:西條るり、立花さや、松下美雪 ほか　※レンタル作品
- 六本木発・都内全域出張 高級派遣クラブ 最高級デリヘル嬢しえり 最高のカラダと極上のサービスをお届けします（8月23日、EROTICA）
- 方言熟女 明太子のようなプリプリボディ! 博多の浮気な三十路美女（9月12日、ルビー）
- ワケあり回春マッサージ 〜カラダで稼ぐ人妻達〜 4 8時間 Special（9月13日、）他出演:西條るり、立花さや、松下美雪、えりりか ほか
- 義父に仕込まれた嫁（9月25日、マドンナ）
- 匂い立つ熟女のムレたノーパンパンスト（9月27日、EROTICA）
- 風俗嬢に「僕、童貞で何も分からないんです…」といったら本番やらせてくれるのか?実際に検証してみたところ意外に高確率でヤルことができた!!（9月27日、SCOOP）他出演:有村千佳、芹沢つむぎ、松下美雪、春希ゆきの
- 母子交尾 【月夜野路】（10月10日、ルビー）
- 今日、私は信頼する生徒に犯されました。（10月25日、マドンナ）

2014年
- 激白! 私はこうして犯された! 男の欲の餌食となった憂いの美熟妻たち（5月8日、ルビー）他出演：三井響香、松島涼子、椿夏海

2016年
- 陵辱熟女 無理やり犯されても股間を濡らしてしまうオンナたち（3月25日、Yellow Moon）他出演：加藤ツバキ、望月マリア、佐伯香、松島涼子、三井響香、楢崎百合香、早川なお、小春色、椿夏海
- AV出演を夢見る九州のエロ熟女たち（6月25日、Yellow Moon）他出演：吉海エリ、森下かえで、細見景子、柳原志乃、飯塚すみよ
- 欲望のままに襲い掛かる男達に抵抗する人妻 しかし心とは裏腹にマ○コはしっとりと濡れていた!（8月25日、セブンエイト）他出演：加藤ツバキ、早川なお、小春色、楢崎百合香、三井響香、椿夏海、松島涼子

2018年
- 「知らなければ良かった、息子が私を女として見ていたなんて…」温泉旅行で成熟した母親の裸に興奮した童貞息子の視線に気づいた母は…（6月8日、なでしこ）他出演：北条麻妃、吉野艶子、広瀬奈々美、結城みさ、荒木瞳